# Thomas-Alexandre Dumas
Thomas-Alexandre Davy de la Pailleterie (Jérémie, Saint-Domingue, 25 de març de 1762-Villers-Cotterêts, França 26 de febrer de 1806), també conegut com a Thomas Alexandre Dumas o simplement com a general Dumas, va ser un general francès, pare de l'escriptor Alexandre Dumas (pare) —a qui va inspirar el personatge del comte de Montecristo— i avi d'Alexandre Dumas (fill).
Va ser el primer general negre d'Europa arribant a comandar, als 31 anys, un exèrcit de 53.000 homes durant la campanya d'Itàlia.

## Biografia
Fill de la relació extramatrimonial del marquès Alexandre-Antoine Davy de la Pailleterie (general d'artilleria assentat a Saint-Domingue), i una de les seves esclaves negres, Marie Cessette Dumas, Thomas-Alexandre va néixer el 1762 a la Guinaudée, la plantació del seu pare ubicada a l'extrem occidental de l'illa de Santo Domingo. Algunes fonts expliquen que la seva mare hauria mort de disenteria quan ell tenia 12 anys, però altres evidències indiquen que el 1801 encara vivia.
Quan el seu pare va rebre una herència i necessitava viatjar a França per a cobrar-la, va vendre com a esclaus en Thomas-Alexandre i els seus tres germans i germanes, per a poder-se pagar el passatge.
Un cop a França el pare els va recomprar i els va portar amb ell a la metròpoli cap a 1780. Es van instal·lar a París on Thomas-Alexandre va poder freqüentar als joves aristòcrates de la capital com el marquès de La Fayette. El jove va rebre l'educació pròpia d'un noble de l'època. El pare del futur general li va donar l'educació que li corresponia als joves nobles de l'època, essent alumne de l'acadèmia de Nicolas Texier de la Boëssière, on el jove va tenir com a mestre el Cavaller de Saint-Georges (Joseph Bologne), també mulat i conegut pel seu domini de l'esgrima i del violí.
El 1786 va tenir una disputa amb el seu pare que va provocar que aquest el desheretés. Fou aleshores quan va optar per allistar-se a l'exèrcit, concretament en el regiment de dragons de la reina, inscrivint-se amb el nom d'Alexandre Dumas, utilitzant doncs el cognom de la seva mare, ja que en tant que membre d'una família noble hauria estat un deshonor familiar el fet de tenir un fill allistat com a soldat ras. Al cap de poc va morir el seu pare. En el seu primer regiment va coincidir i establir relació amb els futurs generals de la Revolució francesa Jean-Louis Espagne, Louis-Chrétien Carrière, i Joseph Piston. L'agost de 1789 el seu regiment va ser enviat a Villers-Cotterêts per assegurar la regió. En un hostal va conèixer la que seria la seva esposa, la filla de l'hostaler, Marie-Louise Elisabeth Labouret.
La seva gran alçada —mesurava 1,85 metres— així com la seva bona formació i la seva habilitat en el maneig de les armes li van facilitar un ràpid ascens dins de l'exèrcit. El setembre del 1792 ja era tinent coronel de la legió franca dels Americans i del Midi, creada una setmana abans per Julien Raimond, el líder dels negres de París. En els mesos següents seguiria ascendint fins a obtenir el grau de general i assumint el comandament de l'exèrcit dels Alps el 22 de desembre de 1793. Allà demostra les seves habilitats en les operacions de muntanya ocupant el Petit-Saint Bernard i el Mont Cenis el 1794.
El 1796 va ser incorporat a l'exèrcit d'Itàlia sota les ordres de Napoleó Bonaparte. Al cap d'un any, a causa d'una disputa amb el general Berthier, cap de l'estat major, que havia infravalorat les seves accions, causa la dissolució de la seva divisió. No obstant, va recuperar el seu prestigi liderant la resposta a un atac austríac sobre el pont de Brixen on va resultar ferit.
Com a recompensa a la seva valentia Napoleó li concedí l'àlies d'origen romà de «Horaci Cloclès del Tirol» i fou conegut també entre els austríacs com «el Diable negre».
El 1798 participa a la Campanya napoleònica d'Egipte i Síria, en la qual aprofundeix en la seva relació personal amb Bonaparte, que li atorga el comandament de la secció de cavalleria de l'exèrcit d'Orient. Així, és un dels primers oficials que entren a Alexandria i un dels comandaments responsables de la repressió de la revolta del Caire del 21-22 d'octubre de 1798.
La seva relació amb Napoleó aviat es va veure deteriorada ja que Dumas havia mostrat el seu rebuig a la marxa forçada d'Alexandria al Caire que Napoleó havia ordenat al juliol, durant la qual molts homes havien mort d'esgotament i de gana. Fou aleshores que Bonaparte prescindeix dels seus serveis i li permet tornar a França el 1799.
Com a testimoni d'aquesta discrepància amb Napoleó, se li atribueix la frase «Per la glòria i l'honor de la pàtria, jo donaria la volta al món, però si només es tracta d'un caprici teu, no donaria un sol pas».
En el seu viatge de retorn va ser atacat i capturat pels napolitans. Va estar en captivitat des del 17 de març de 1799 al 5 d'abril de 1801. Durant aquest temps va patir maltractaments que li van causar conseqüències permanents: va quedar coix, amb problemes de visió i audició i una úlcera d'estómac. El 13 de setembre de 1802 va passar a la reserva amb una pensió de 4000 francs, que li garantia un cert benestar.
Només uns mesos abans Napoleó havia aprovat el decret de 16 de juliol de 1802 pel qual es restablia l'esclavitud a França i es prohibia la presència d'oficials i soldats negres a París. Dumas va rebre un privilegi especial que l'eximia d'aquesta prohibició i va viure doncs a Villers-Cotterêts fins a la seva mort a causa d'un càncer d'estómac el 26 de febrer de 1806 quan el seu fill Alexandre Dumas tenia tres anys i set mesos.

### Filmografia
- Le Diable noir, Documental de 52 minuts, França, realitzador Claude Ribbe, amb Stany Coppet (el general Dumas) coproducció d'Ortheal-France 3 Paris Île-de-France, diffusion TV (França) France 2, France 3, France O, RFO.
- The three Dumas, Documental, Regne Unit (2007), realitzador Gian Godoy, amb Juan Carlos Echeverry com el general Dumas. Producció de Trenhorne Films.